# 시스트란
시스트란(SYSTRAN)은 1968년 피터 토마(Peter Toma) 박사가 설립한 가장 오래된 기계 번역 회사이며, 또 그 기업 제품의 이름이기도 하다. 이 회사는 미국 국방부와 유럽위원회에 폭넓게 기여해왔다.
시스트란은 알타비스타의 바벨피쉬 (현재는 야후! 산하), 윈도우 라이브 Translator 등에 기술을 제공하고있다. 2007년까지 Google Language Tool로 활용되었다.
인공신경망 기계번역이 일반화 된 이후, 세계최초로 상용화 제품을 선보였으며 제품명은 SPNS (SYSTRAN Pure Neural Server)이며, 설치형 제품으로서 미국 국방부 등 다국적 서비스를 하고 있다.
SYSTRAN은 클라우드 번역이 가능한 SYSTRAN PRO 를 론칭하여 지원 중이며, 데이터 소유자들이자신만의 특화 번역엔진을 생성할 수 있는 환경을 제공한다.
본사는 프랑스 파리이며 미국 샌디에고, 한국 대전, 일본 도쿄에 지사를 두고 있다.
2014년 한국 기업인 CSLi가 프랑스 SYSTRAN을 인수하여 SYSTRAN International로 법인명을 변경하여 영업하였으나, 현재는 대주주가 변경되어 사모펀드, Venture Capital등이 소유중이며, SYSTRAN International은 SYSTRAN 계열에서 제외된 후 엘솔루로 사명을 변경했다. 공식적인 SYSTRAN 한국 법인은 대전 소재의 "주식회사 시스트란"이다.

## 언어
시스트란이 번역할 수 있는 언어는 다음을 포함하여 50개 언어이상이며, 조합을 통해 1,000여개 이상의 번역엔진을 제공할 수 있다.
- 아랍어
- 중국
- 덴마크어
- 네덜란드어
- 프랑스어
- 독일어
- 그리스어
- 힌디어
- 이탈리아어
- 일본어
- 한국어
- 노르웨이어
- 세르비아 크로아티아어
- 스페인어
- 스웨덴어
- 페르시아어
- 폴란드어
- 포르투갈어
- 우크라이나어
- 우르두어
- 러시아어

## 같이 보기
- 기계 번역
- 바벨 피쉬